# 松井源内
松井 源内（まつい げんない、1858年8月30日（安政5年7月22日） - 1913年（大正2年）3月9日）は、日本の実業家、政治家。衆議院議員、寿都町長。旧姓・若林、初名・忠太郎。

## 経歴
佐渡国雑太郡吉岡村（現新潟県佐渡市吉岡）で農業・若林源右衛門の二男として生まれ、同村・先代松井源内の養子となる。その後、養父の死去に伴い源内を襲名した。
1873年、義兄・高野吾吉に伴われ江差に移り、同地の呉服商・本郷家に奉公し、各地に行商した。1884年、寿都に移り同地で義兄・高野吾吉が経営していた呉服店を帰郷する高野から譲り受け、さらに海産仲買業、醸造業、回漕業、漁業などにも経営を広げた。また、寿都外三郡酒造組合長、後志興農銀行 (株) 取締役、寿都銀行 (株) 取締役、寿都倉庫 (株) 社長、寿都汽船 (株) 社長などを務めた。
さらに寿都町会議員、寿都町長、所得税調査委員を歴任。1904年3月の第9回衆議院議員総選挙で北海道庁函館外三支庁管内から出馬し当選。猶興会に属し衆議院議員を一期務めた。
1913年3月、病により死去し、養子が源内を襲名した。